# Pachystropheus
A Pachystropheus az őskori hüllők egyik neme, amely a késő triász időszakban (a rhaeti korszakban) élt Délnyugat-Anglia területén, és feltehetően a choristoderák (champsosaurusok) közé tartozik. Friedrich von Huene nevezte el 1935-ben, aki a Pachystropheust champsosaurusként írta le, de ez tény évtizedekre feledésbe merült, mígnem G. W. Storrs és D. J. Gower újabb leírást készített a leletről. Ez az újraértékelés visszafelé 45 millió évvel kibővítette a champsosaurusok fosszilis rekordját.

## Fordítás
- Ez a szócikk részben vagy egészben a Pachystropheus című angol Wikipédia-szócikk ezen változatának fordításán alapul.  Az eredeti cikk szerkesztőit annak laptörténete sorolja fel. Ez a jelzés csupán a megfogalmazás eredetét és a szerzői jogokat jelzi, nem szolgál a cikkben szereplő információk forrásmegjelöléseként.